# 大阪府立茨田高等学校
大阪府立茨田高等学校（おおさかふりつ まった こうとうがっこう）は、大阪府大阪市鶴見区にあった公立高等学校。

## 概要
全日制普通科高校として1974年に開校した。鶴見区の東端・東大阪市・大東市・門真市との境界付近に位置する。校名の「茨田」（まった）は、かつての河内国の郡名に由来する。
コミュニケーション能力の育成に重点を置き、基礎学力の向上・定着に力を入れている。
大阪府の高等学校再編計画により、2022年度の入学生を最後に生徒募集を停止し、2023年度以降は大阪府立野崎高等学校に機能統合される。最終学年が卒業する2025年3月に閉校した。支援学校に転用の予定がある。

## 沿革
当時の城東区では1970年代、生徒急増を踏まえて高校増設要求が高まっていた。このことを受けて1972年、「城東区に府立高校を作る会」が設置された。市民からの要望を受ける形で大阪府教育委員会は城東区への府立高校の増設を決定し、1973年に城東区茨田安田町（現在の鶴見区安田）の現在地に校地を選定した。
学校建設の際、校地から茨田安田遺跡が出土した。校舎工事を経て、1975年に全日制普通科高等学校として開校した。

### 年表
- 1973年 - 城東区茨田安田町（現在地）に校地を選定。
- 1974年6月26日 - 第一期工事を開始。この日を創立記念日とする。
- 1975年4月1日 - 大阪府立茨田高等学校として開校。
- 1976年 - 校歌制定
- 2021年8月30日 - 大阪府教育委員会が茨田高等学校・野崎高等学校の機能統合での再編整備方針を決定。
- 2023年 - 新入生の募集を停止。
- 2025年3月31日 - 閉校。

## 出身者
- 手塚卓志 - ゲームクリエイター、任天堂情報開発本部製作部長
- 清宮克幸 - ラグビー監督
- 北川有広 - ラグビー選手
- 桂坊枝 - 落語家
- 5代目林家小染 - 落語家
- 三原徹司 - ナレーター
- 中馬めぐみ ‐ 元タレント

## 交通
- 大阪シティバスおよび近鉄バス・安田バス停よりすぐ
- Osaka Metro（長堀鶴見緑地線）横堤駅より東へ約1.7km
- JR西日本（片町線・学研都市線）鴻池新田駅より北西へ約1.8km